# Miguel García Granados Zavala

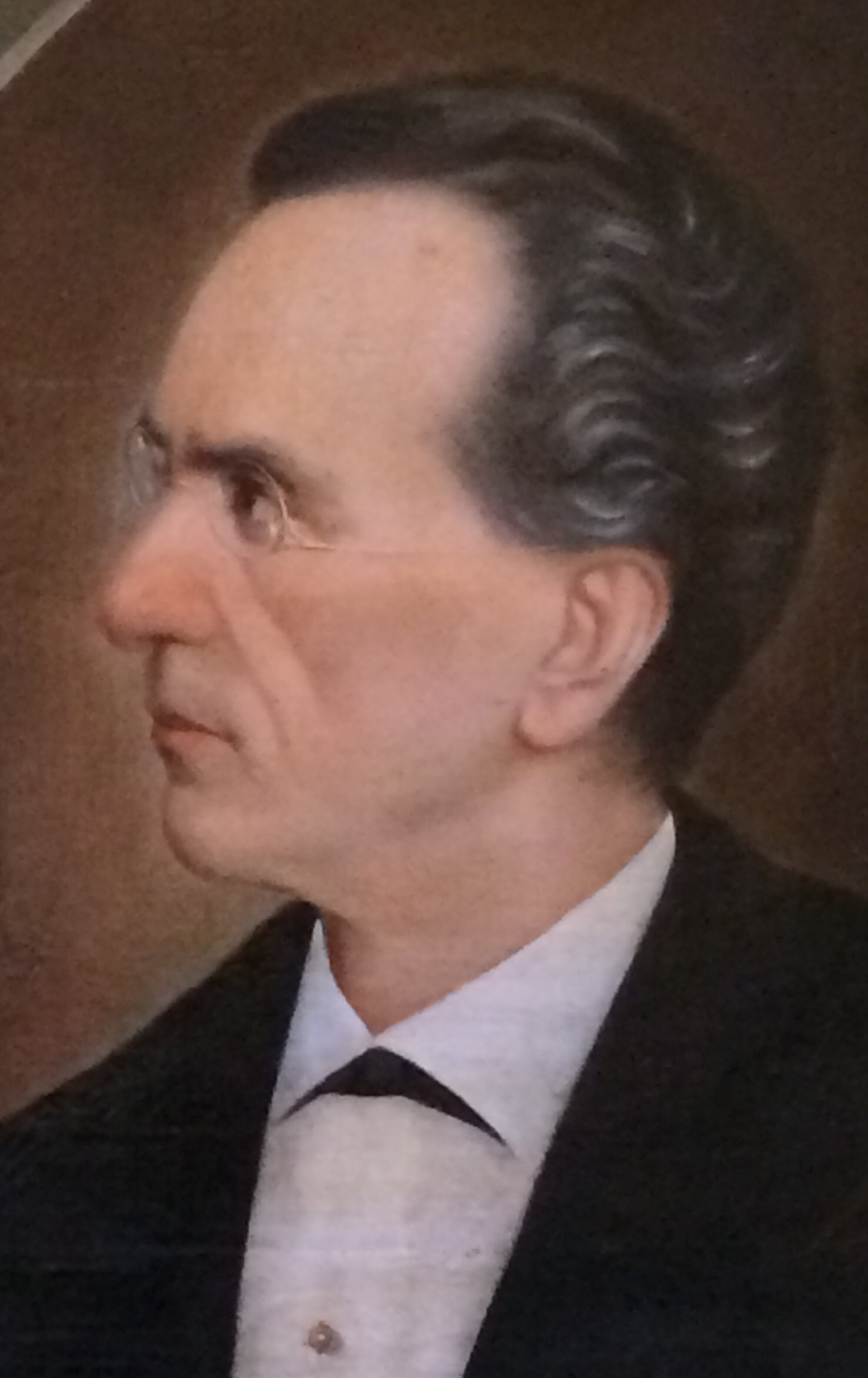
Miguel García Granados Zavala

Miguel García Granados Zavala (* 29. September 1809 in El Puerto de Santa María, Cádiz, Spanien; † 8. September 1878 in Guatemala-Stadt) war ein guatemaltekischer General und Präsident.

## Leben

### Herkunft und frühe Laufbahn
Miguel García Granados war das achte von elf Kindern seiner Eltern. Sein Vater entstammte einer alteingesessenen und wohlhabenden Familie des kolonialen Guatemala. 1792 waren seine Eltern von Guatemala nach Spanien umgezogen. 1811 kehrten sie jedoch wegen der napoleonischen Besetzung Spaniens nach Guatemala zurück. Er besuchte herausragende Schulen in den USA und Guatemala und schloss seine Schulausbildung schließlich in London ab. Wie viele seiner Vorfahren schlug García Granados anschließend die Offizierslaufbahn ein. García Granados war mit Cristina Saboría verheiratet, mit der er mehrere Kinder hatte.

### Privates Familienglück
In den Jahren 1877/78 war der kubanische Dichter José Martí ein häufiger Gast in García Granados' Haus und verliebte sich in dessen Tochter María (1861–1878), der er in seinem Gedicht La Niña de Guatemala (Das Mädchen aus Guatemala) ein literarisches Denkmal setzte. García Granados' ältere Schwester María Josefa, erlangte als Schriftstellerin und Publizistin Bekanntheit, ein Enkel von ihm, der Oberst Miguel García Granados Solís als Flugpionier.

### Die liberale Revolution
Miguel García Granados engagierte sich politisch im liberalen Lager. Er war ein erklärter Gegner der konservativen Machthaber Rafael Carrera und Vicente Cerna. Nachdem er in jüngeren Jahren schon verschiedene politische Ämter bekleidet hatte, wurde er Ende der 1860er Jahre Abgeordneter für die liberale Partei im guatemaltekischen Parlament.
Gegen die zunehmend diktatorische Züge annehmende Herrschaft Cernas unterstützte er 1867 und 1869 den bewaffneten Aufstand des Feldmarschalls Serapio Cruz. Nach der Niederschlagung des Aufstandes und der Hinrichtung Cruz’ floh er nach Mexiko, wo er sich der Unterstützung von Benito Juárez für den bewaffneten Kampf gegen das konservative Regime Cernas versicherte. Sodann organisierte er zusammen mit General Rufino Barrios eine Truppe, mit der er von Chiapas aus nach Guatemala einmarschierte. Nach zahlreichen Niederlagen der Regierungstruppen floh Präsident Cerna. Am 30. Juni 1871 erreichten die liberalen Revolutionstruppen Guatemala-Stadt und García Granados wurde zum Präsidenten ernannt.

### Die Präsidentschaft
Die Ernennung von Miguel García Granados erfolgte aufgrund der so genannten „Erklärung von Patzicía“ vom 3. Juni 1871. In dieser Erklärung hatten die liberalen Revolutionäre der Regierung Cerna formell die Legitimation aberkannt und festgelegt, dass García Granados für eine Übergangszeit von zwei Jahren das Amt des Präsidenten übernehmen sollte.
Zu den wichtigsten Reformen, die García Granados während seiner Regierungszeit in die Wege leitete gehörten die Einführung der allgemeinen Pressefreiheit, die Beschneidung der Macht der katholischen Kirche durch Ausweisung der Jesuiten sowie zweier Bischöfe und Verbot der Erhebung des Zehnten, die Organisation der Offiziersausbildung durch Gründung der Offiziersakademie Escuela Politécnica, die Gründung eines Ministeriums für Infrastrukturförderung (Ministerio de Fomento) und die einheitliche Festlegung der Volljährigkeit für Männer und Frauen auf 21 Jahre. Außerdem führte er mit Verordnungen vom 17. August und 18. November 1871 die bis heute übliche Fahne und das Staatswappen ein.